# 特林 (俄罗斯)
52°56′N 139°46′E / 52.933°N 139.767°E
特林（俄语：Тыр）是俄羅斯遠東哈巴羅夫斯克邊疆區烏爾奇區的一座城镇，位於黑龙江下游右岸，黑龙江干流与最后一条大型支流阿姆贡河（中国清代称兴滚河）交汇处，与黑龙江入海口附近城市阿穆尔河畔尼古拉耶夫斯克（庙街）直线距离约65公里。

## 歷史

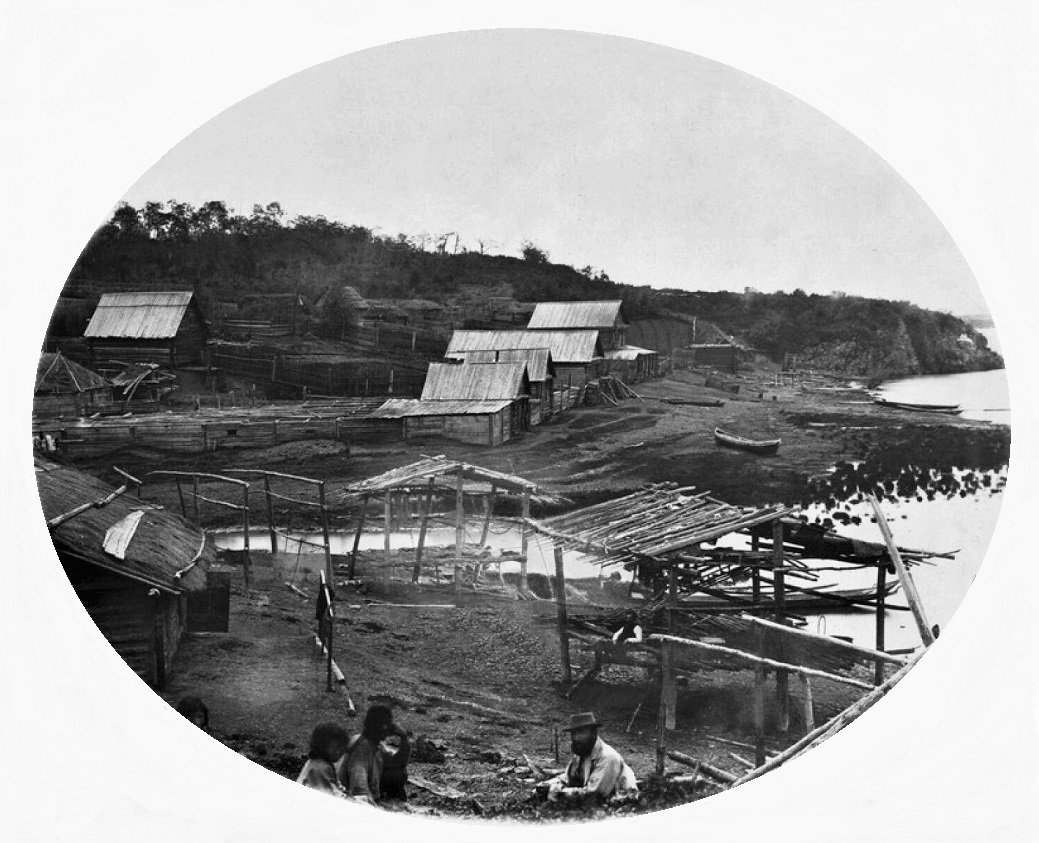
1860年代的黑龍江入海口特林

特林在中國古代文獻稱為奴儿干城，又称弩儿哥。据《大元大一統志》第二卷所载：“东北曰哈州，曰奴儿干，城皆渤海、辽、金所建”。元朝和明初时分别为征东元帅府与奴儿干都司的治所所在地。元世祖忽必烈时期曾下令以奴儿干为大本营，三次派兵渡海远征骨嵬（库页岛）。在奴儿干有一座“观音堂”庙宇，后明朝宦官亦失哈在巡视奴儿干都司所辖地区时，在其基础上建立了一座供奉观世音菩萨的佛寺，即永寧寺，并立永宁寺碑。明亡后清朝繼承此地，但19世纪以后根据《中俄北京条约》被割让予俄罗斯帝国。1995-2000年，俄罗斯海参崴的考古学家发掘了永寧寺遗迹，并出土了明代的佛像、货币、寺院基石以及大量的屋瓦等文物。